# れおな
れおな(9月9日-)は、日本のAV女優。ボディコーポレーション所属。

## 略歴
2021年8月、E-BODYよりデビュー。デビュー時の芸名は「富安れおな」。2021年に4か月で100本の作品を撮影したことで話題となる。一方で多忙さからファンと触れ合うイベントなどが全くできなかったことから、井瀬莉緒に改名した時期を経て、一時休養ののちに事務所を移籍。同じタイミングで「れおな」に改名した。
AVデビューの経緯はサッカーのユーロ本選を観戦しようとチケットや宿泊先を決めていたらコロナ禍ですべてダメになり、すべてを失った感覚に陥り、そのタイミングで友人から「AV女優の浜崎真緒」に似ていると指摘されたため。私が出たら買うかと質問をすると、友人から買うと答えられ、現実的にデビューを考えたという。

## 人物
趣味は、ダンス、スポーツ観戦（特に海外サッカー）。
好きなサッカーチームは、レアル・マドリードとクロアチア代表。父がレアルマドリードのファンだったことで海外サッカーに興味を持ち、初めて熱心に見た2018年のワールドカップでクロアチアが準優勝したことからクロアチアファンとなった。

## 出演作品

### アダルトビデオ
2021年
- 明るい笑顔とユニフォーム越しでもわかるGcup美巨乳で某有名アスリートにも口説かれた元地方局スポーツキャスター AVデビュー 冨安れおな(8月13日、E-BODY) ※「冨安れおな」名義
- いきなりパイズリフェラしてくれる元・スポーツキャスターの巨乳ケダモノビッチを派遣します。 冨安れおな(8月19日、OPPAI) ※「冨安れおな」名義
- 密会 遠征先でも来てくれる都合の良い愛人 Gcupスポーツキャスター 冨安れおな（24）(9月21日、E-BODY) ※「冨安れおな」名義
- 突然の豪雨でズブ濡れ… 帰れなくなった憧れの家庭教師 冨安れおな(10月1日、プラネットプラス) ※「冨安れおな」名義
- 円女交際 中出しoK18歳 お嬢様学園のお上品ギャル娘 冨安れおな(10月5日、妄想族) ※「冨安れおな」名義
- 最低10発はヌクッ！！巨乳を震わせながらイキまくる何発でも中出しOKの巨乳媚薬サロン 冨安れおな(10月19日、unfinished) ※「冨安れおな」名義
- 素人女子大生限定！狭いお風呂で密着混浴体験してもらえませんか！？火照る身体！おっぱいポロリ！ウブな女子は恥ずかし過ぎて赤面涙目！あちこち舐めてキレイにしたらそのまま生中出しSEXしちゃいました！2(10月21日、アイエナジー) ※「冨安れおな」名義
- 雨に濡れ透けた巨乳の妹に欲情した兄の近親相姦(10月22日、TMA) ※「冨安れおな」名義
- ずっと好きだった憧れの彼女の本当の姿… 僕の目の前で、知り合いのオジさん達とヤリまくる、ちょっと壊れた真正ビッチだった…(10月26日、オーロラプロジェクト・アネックス) ※「冨安れおな」名義
- 爆乳の美人サプライヤーラブホSEXハメ撮り 喜んでザーメン舐めて飲ませて頂きます...。枕営業女子はイキすぎ淫乱ビッチなHカップ 冨安れおなさん 26歳(11月9日、オーロラプロジェクト・アネックス) ※「冨安れおな」名義
- 羞恥男女が体の違いを全裸になって学習する質の高い授業を実践する共学●校の保健体育6(11月11日、サディスティックヴィレッジ) ※「冨安れおな」名義
- フレッシュ逆バニー風俗フルコース ～すぐに絶頂ドスケベ爆乳うさちゃんにイクイク種付け！～ 冨安れおな(11月16日、ムーディーズ) ※「冨安れおな」名義
- Men’sニップル専門！敏感クリ乳首 悶絶愛撫サロン 冨安れおな(11月16日、Fitch) ※「冨安れおな」名義
- 同居することになった息子の嫁のおっぱいが気になって、わしゃ～我慢ならん！ 嫁の誘惑に理性を失い一線を越えた巨乳好き義父 冨安れおな(11月16日、アクアモール/エマニエル) ※「冨安れおな」名義
- 町内会専用肉便器巨乳妻 冨安れおな(11月16日、グローリークエスト) ※「冨安れおな」名義
- コスプレ企画と偽り、即ハメ即尺SEX 冨安れおな(11月16日、MAXING) ※「冨安れおな」名義
- ワタシ、最近、彼氏が出来ました。 でも、大嫌いな上司のチ○ポに負けすぎちゃって、今も社内W不倫中出しを続けてます… 冨安れおな(11月23日、本中) ※「冨安れおな」名義
- 朝目覚めたら部屋に下着姿の同僚女子社員！ いつも会社では口うるさくて口論ばかりしている同僚がイチャラブモード！昨日酔った俺を介抱してくれたらしい。「ねえ、昨日の続きのエッチしよ？」と言ってきたので…！！(11月25日、アイエナジー) ※「冨安れおな」名義
- パパ活美少女はちくび責めと全身ペロペロ愛撫が大好物！！ 冨安れおな(12月1日、プラネットプラス) ※「冨安れおな」名義
- 陰キャ引きこもりな子供部屋オジサンの僕のチンカスチ●ポをいつもニコニコ笑顔でパイズリフェラしてくれて好きなだけエッチさせてくれるマジ最高な肉便器の年下彼女 冨安れおな(12月3日、h.m.p) ※「冨安れおな」名義
- 「もう射精してるってばぁ！」状態でもNN生ハメ中出しおかわり射精サービス！超美巨乳ド痴女ソープ 冨安れおな(12月7日、ムーディーズ) ※「冨安れおな」名義
- おっぱい大好きデカチン大家さんに家賃を払えずいつでも射精を受け入れる巨乳ペットとして住まわせてもらってます。 冨安れおな(12月7日、LUNATICS) ※「冨安れおな」名義
- 冨安れおな 女子校生 中出し20連発(12月9日、アイエナジー) ※「冨安れおな」名義
- 板橋の団地で見つけた下品すぎるルール無用マラ狂い人妻と旦那が帰宅するギリギリまで中出ししまくる昼下がり不倫 冨安れおな(12月21日、溜池ゴロー) ※「冨安れおな」名義
- 好きの裏返しで毎日僕を苛めてくるドSな後輩ギャルの鬼抜き 冨安れおな(12月21日、ムーディーズ) ※「冨安れおな」名義
- 奇跡の巨乳ロ●ータちゃんたちの乳揺れとイキ顔が同時に楽しめる射精直前の容赦ないクライマックス鬼ピストンBEST50人4時間(12月21日、E-BODY) ※「冨安れおな」名義
- 新婚の僕が出張先で女上司とまさかの相部屋 朝から晩まで性奴●にされた逆NTR 冨安れおな(12月21日、Fitch) ※「冨安れおな」名義
- 「先生のポコチン鬼ヤバ！」 ド田舎の放課後は暇すぎてダメ担任をおちょくり誘惑！ 悪ノリ巨乳を見せつけギン勃ちチ○ポをギャルマ○コで中出ししまくってヤル！ 冨安れおな 高橋りほ(12月21日、OPPAI) ※「冨安れおな」名義
- 悩殺 ボイ～ンマッサージ オイルと巨乳と官能セックス 冨安れおな(12月21日、ドグマ) ※「冨安れおな」名義
- 明るい笑顔の人気スポーツキャスターの裏顔。あざと優しい淫語で竿がバカになるまで焦らされ続けた密着デート後の骨抜き連射中出し 冨安れおな(12月28日、本中) ※「冨安れおな」名義
- 無制限射精チ○ポの限界突破メンズエステ 手抜き無し！連続射精！追撃男潮！おまけに何度も中出しOK膣内施術ねっちょり全汁搾り取り絶頂悶絶コース 冨安れおな(12月28日、痴女ヘブン) ※「冨安れおな」名義
- 勤務先のクリニックの院長に寝取られた美しすぎる美乳を持つ人妻 冨安れおな(12月28日、マザー) ※「冨安れおな」名義

2022年
- 親族相姦 きれいな叔母さん 冨安れおな(1月4日、VENUS) ※「冨安れおな」名義
- 全裸よりエロい逆バニーお姉さん 誘惑杭打ち騎乗位 中出しエビ反り性交 冨安れおな(1月4日、BeFree) ※「冨安れおな」名義
- 【妄想主観】乳首こねくりっぱなし！痴女美少女出張回春リフレ 冨安れおな(1月6日、エロタイム) ※「冨安れおな」名義
- 濃厚オヤジの全身愛撫で体液を貪られ続けて―。 義父専用…言いなり中出し介護妻 冨安れおな(1月11日、マドンナ) ※「冨安れおな」名義
- 個人風俗店始めました！貴方の願望何でも叶えます。3 冨安れおな(1月4日、セレブの友) ※「冨安れおな」名義
- 幼馴染の美巨乳おっぱいに我慢できず、揉んで、絞って、揺らして、吸って、エッチした！ 冨安れおな(1月13日、SWITCH) ※「冨安れおな」名義
- 誰もが羨む高嶺の花が下品な姿をアナタ限定で見せつけるS級巨乳美女いいなりハメ放題8時間(1月18日、E-BODY) ※「冨安れおな」名義
- 叫ぶイキ美顔！弾む美巨乳！弓なり美クビレ！ 絶対ヌケるエロス 三美一体を一望 立ちバック激反りオーガズム100連発(1月18日、E-BODY) ※「冨安れおな」名義
- 巨乳デリヘル 冨安れおな(1月18日、ゲインコーポレーション) ※「冨安れおな」名義
- アナルのシワの数までハッキリわかる！ノーモザイク連続絶頂アナル見せオナニー8(1月27日、アイエナジー) ※「冨安れおな」名義
- 見た目が若くて可愛くて大好きなお母さんに幸せになってもらいたかったのに、中年チ●ポの中出し専用セフレになってしまった 冨安れおな(2月1日、妄想族) ※「冨安れおな」名義
- 【妄想主観】酔っ払ってしまった新婚の僕が会社の後輩とまさかホテルで相部屋になった一夜 冨安れおな(2月7日、エロタイム) ※「冨安れおな」名義
- 全身オイルまみれSEXのヌルヌル快楽でメス堕ち3 冨安れおな(2月8日、セレブの友) ※「冨安れおな」名義
- 冨安れおな くびれがすごい！！淫乱系巨乳女子大生 感度良好パコまくり中出し乱交撮影会(2月8日、クリスタル映像) ※「冨安れおな」名義
- 耳元で甘い誘惑を囁かれ、教師失格のとろとろ乳首責めで毎日…毎日…はしたなく絶頂しているボク 冨安れおな(2月8日、ケイ・エム・プロデュース) ※「冨安れおな」名義
- 男の乳首は感じる為だけにある ！冨安れおな(2月10日、レイディックス) ※「冨安れおな」名義
- 学校で一番人気のHカップ美少女がなぜか落ちこぼれの僕の彼女でHな体で毎日励ましてくれる 冨安れおな(2月10日、ヒビノ) ※「冨安れおな」名義
- 不倫中の巨乳部下の性欲が強すぎて… 妻と三日間里帰りをしたら寝取ろうと実家まで来て学生時代の友人のふりして二泊三日何度も中出ししまくった逆NTR帰省 冨安れおな(2月15日、ムーディーズ) ※「冨安れおな」名義
- E-BODYプレミアムBEST 2021全110タイトル全部入り12時間(2月15日、E-BODY) ※「冨安れおな」名義
- 父が出かけて2秒でセックスする母と息子 冨安れおな(2月15日、VENUS) ※「冨安れおな」名義
- 「飛びすぎでしょっ！」 極限乳圧で湧き上がったグツグツ精子ぶっ飛ぶロケット射精パイズリ50発OVER(2月15日、OPPAI) ※「冨安れおな」名義
- パイ姦 巨乳マゾ集団ヤりまくり 冨安れおな(2月15日、ドグマ) ※「冨安れおな」名義
- ごめんなさい…おもらしエステ 乙女の肉体をジワジワ狂わせる失禁孕ませオイルマッサージ 冨安れおな(2月18日、エムズビデオグループ) ※「冨安れおな」名義
- 欲求不満な痴女子アナと相部屋ラブホテルで仕事終わりにストレス発散SEX 冨安れおな(2月15日、妄想族) ※「冨安れおな」名義
- W巨乳奴● 冨安れおな/美波もも(2月15日、グローリークエスト) ※「冨安れおな」名義
- 女子のイキ顔を堪能するバーチャルクンニ(2月22日、妄想族) ※「冨安れおな」名義
- MOODYZ2021年12時間BEST(3月1日、ムーディーズ) ※「冨安れおな」名義
- 「おま○こより早いじゃない」 チン好き痴女たちの男を狂わせるテクい種搾り手コキ8時間130連発(3月1日、ムーディーズ) ※「冨安れおな」名義
- 僕の思い通りになる性処理人形を飼育してみたvol.9 冨安れおな(3月8日、セレブの友) ※「冨安れおな」名義
- 新放課後痴女美少女回春リフレクソロジーSpecial 冨安れおな(3月8日、宇宙企画) ※「冨安れおな」名義
- ドロ沼の性欲に…トぶぞ。執拗に男の睾丸をコネくるセレブ妻限定の不倫スイートルーム(3月8日、BAZOOKA) ※「冨安れおな」名義
- 2021年溜池ゴロー厳選75タイトル100本番12時間BEST(3月15日、溜池ゴロー) ※「冨安れおな」名義
- 2021年OPPAI全タイトル101SEX12時間BEST(3月15日、OPPAI) ※「冨安れおな」名義
- 完全会員制 夢のダブル美巨乳Special逆3Pソープ(3月15日、ムーディーズ) ※「冨安れおな」名義
- 「もうイッてるってばぁ！」状態の巨乳女子をマ○コバカになるまで孕ませたい！33本番67発射！ブルンブルンおっぱい爆揺れ中出しピストン4時間BEST(3月22日、本中) ※「冨安れおな」名義
- 失禁するまでくすぐりしてみた2(3月22日、妄想族) ※「冨安れおな」名義
- THE ドキュメント 本能丸出しでする絶頂SEX バツイチ巨乳OL汁まみれ快楽絶頂乱交 冨安れおな(4月5日、エマニエル) ※「冨安れおな」名義
- 昼の上司は夜の奴● 冨安れおな(4月5日、グローリークエスト) ※「冨安れおな」名義
- 可愛すぎる会社の部下と相部屋ホテルでひたすら朝まで不倫SEXに明け暮れた飲み会終わりの一夜。冨安れおな(4月12日、宇宙企画) ※「冨安れおな」名義
- 一度の中出しでは終わらせない！ 絶対妊娠するまでリピート膣射！孕ませ中出し連射135発！(4月19日、OPPAI) ※「冨安れおな」名義
- 柔ふわモッチモチなモッツァレア純白美巨乳をこねくり回し堪能する8時間オール本番ベスト(4月19日、E-BODY) ※「冨安れおな」名義
- 乳首舐めベロちゅう手コキIII(4月19日、グローリークエスト) ※「冨安れおな」名義
- 中出し人妻不倫旅行 冨安れおな(4月23日、ビッグモーカル) ※「冨安れおな」名義
- 豪華絢爛！15人のディルドオナニー ～余計なシーンは全排除！乱れイキ狂うディルドオナニーだけを完全撮りおろし！(4月26日、セレブの友) ※「冨安れおな」名義
- 誘惑Tバック家政婦！4 冨安れおな ～GカップおっぱいとTバック尻で男を骨抜きにするドS淫乱家政婦！(4月26日、セレブの友) ※「冨安れおな」名義
- 人妻不倫旅行 夜顔 Gカップの乳房 太陽のような笑顔 全てが最高のセックス 冨安れおな(5月1日、ビッグモーカル) ※「冨安れおな」名義
- 人妻不倫旅行 昼顔 Gカップの乳房 太陽のような笑顔 全てが最高のセックス 冨安れおな(5月1日、ビッグモーカル) ※「冨安れおな」名義
- おっぱいマ○コに挟まれてイクッ！射精直前のパイズリラッシュ100連発！(5月3日、ムーディーズ) ※「冨安れおな」名義
- ご褒美はお口でネおちんちんを舐めてしゃぶってイカせてくれるおしゃぶり大好きフェラビッチ！(5月3日、グローリークエスト) ※「冨安れおな」名義
- 発射寸前！ 我慢汁垂れ流しの気持ちいいフェラチオ 150連射8時間(5月10日、ROOKIE) ※「冨安れおな」名義
- キミの弱点全部犯してヤルからな 痴女ギャルの鬼焦らしに悶絶射精BEST(5月17日、kira☆kira) ※「冨安れおな」名義
- えぇ！こんな場所で！？男潮吹くんですか！！？満足顔痴女の男潮噴射直前フィニッシュ手コキ95連発BEST(5月17日、ムーディーズ) ※「冨安れおな」名義
- オナニーすら娯楽になった自粛期間中に最もシコられたE-BODY令和ベストボディ売上TOP100 新世代の絶対ヌける女体が見つかる100本番12時間メモリアルベスト(5月17日、E-BODY) ※「冨安れおな」名義
- バブみある制服少女がおっぱいチューチュー吸わせておチ●ポをよちよち甘やかし射精させる授乳手コキ 美少女10人240分(5月17日、無垢) ※「冨安れおな」名義
- 奇跡の巨乳ロ●ータのおっぱいに理性を失ったボクは絶対にしてはイケない中出しをしてしまった50連発8時間(5月17日、OPPAI) ※「冨安れおな」名義
- おま○こびちゃびちゃクリトリス吸引バイブオナニー(5月17日、グローリークエスト) ※「冨安れおな」名義
- 見て触ってぶち込んで！えちえちボディとバチコリマ●コ 卑猥語女 冨安れおな(5月17日、MARRION) ※「冨安れおな」名義
- 凄テクお姉さんのパイズリラッシュ100発オーバー ～大きなおっぱいで金玉すっからかんになるまで犯●れ、何度もイカされちゃったボク～BEST(5月24日、痴女ヘブン) ※「冨安れおな」名義
- 乳首オナニーでイク15人の女たち！～女の性感スイッチ『乳首』でイキ狂うド淫乱淑女たち！(5月24日、セレブの友) ※「冨安れおな」名義
- 溜め込んだ精子を子宮にぶちまける！ 射精寸前！ドックドク中出し100連発8時間(6月14日、ROOKIE) ※「冨安れおな」名義
- SDGsこんにちは！私達はSEX大好きガールズです！持続可能な逆バニーをお届けするよ！スペシャルベスト8時間(6月14日、ROOKIE) ※「冨安れおな」名義
- ギャルのガンガン腰振り騎乗位って超エッロBEST(6月21日、kira☆kira) ※「冨安れおな」名義
- 同時イキで迎える最高の射精 正常位中出し114連発BEST(6月21日、ムーディーズ) ※「冨安れおな」名義
- イッた直後に激突き再開する激揺れ美巨乳ブルンブルン乳弾ピストン50本番8時間(6月21日、E-BODY) ※「冨安れおな」名義
- 巨乳美女がおっぱい爆揺れで痴女りまくる乳首こねくりスパイダー騎乗位BEST(6月21日、OPPAI) ※「冨安れおな」名義
- ドグマ2021下半期作品集(6月21日、ドグマ) ※「冨安れおな」名義
- 「こんなところでゴメンなさい…。でも、もう我慢出来なかったの…」トイレが故障で使えず膀胱限界の放尿婦人 36人(6月21日、アクアモール/エマニエル) ※「冨安れおな」名義
- 「もう中に出してるってばぁ～」デカ尻杭打ち騎乗位BEST(6月28日、痴女ヘブン) ※「冨安れおな」名義
- 圧倒的な肉体美。形、大きさ、感度すべてが最上級。 これぞまさに 超・神乳 8時間(7月12日、ROOKIE) ※「冨安れおな」名義
- オーロラプロジェクトダイジェスト 夏の48連射＋4発 2021.06月～2021.11月(7月12日、オーロラプロジェクト・アネックス) ※「冨安れおな」名義
- 新放課後痴女美少女回春リフレクソロジー Memorial BEST4時間 Vol.001(7月12日、宇宙企画) ※「冨安れおな」名義
- 「えっ…ココ学校だからヤバイって！」 痴女に目覚めた小悪魔J●に好き勝手校内中どこでも逆レ×プ45連発BEST(7月19日、ムーディーズ) ※「冨安れおな」名義
- 「マ○コより気持ちよくしてアゲル」痴女手コキ100発オーバーBEST3(7月26日、痴女ヘブン) ※「冨安れおな」名義
- 快楽求めてオナニー三昧！動かぬ体で絶頂艶舞！3 クネる淫体15選！(7月26日、セレブの友) ※「冨安れおな」名義
- 会員制 人妻玄関ピンサロ ワタシのお口で気持ちよくしてあげる 8 (8月16日、アクアモール/エマニエル) ※「冨安れおな」名義

2024年
- カメラの前でおしっこする女 5（11月26日、グローリークエスト) ※「冨安れおな」名義

### VR作品
2021年
- 【VR】【時間無制限！発射無制限！】【美顔・美肌・美巨乳】全てがそろったS級美女の極上サービス！【売上圧倒的No.1泡姫Hcupボディ】の即尺・感度抜群・絶頂連発【ゴムNG超高級中出しソープ】 冨安れおな(10月11日、こあらVR) ※「冨安れおな」名義
- 【VR】飲み会で酔った後輩女子を家まで送ると「ベッドまで運んでください…」と甘えん坊に。ベッドに寝かせると甘えて僕の事を離さない… 冨安れおな(10月21日、アイエナジー) ※「冨安れおな」名義
- 【VR】女子●生を狙った公衆トイレこじ開け強●(11月26日、TMA) ※「冨安れおな」名義

2022年
- 【VR】3年1組 れおな（Gカップ） 放課後バイト ～「NN（生中出し）はダメって言ってんじゃん」巨乳J●セフレは顔良し、ノリ良し、スタイル良しの三拍子！下半身は超敏感で潮吹き三昧～ 富安れおな(1月27日、TMA) ※「冨安れおな」名義
- 【VR】おカネよりも中出しLOVEなヤリマン￥交ギャル 冨安れおな(1月29日、KMP) ※「冨安れおな」名義
- 【VR】都内一のセクキャバ街『池袋』屈指の【巨乳専門店】！！「Peach Boobs（ピーチブーブス）」常時おさわりOKおっパブ！裏オプ黙認とネットで話題の人気店で花びら回転！抜きまくりヤリまくりの生本番！(1月31日、TMA) ※「冨安れおな」名義
- 【VR】ツンデレメイドがワガママお坊ちゃまに中出し性教育 口内発射 中出し×2 3発射 冨安れおな(2月9日、マックスエー) ※「冨安れおな」名義
- 【VR】冨安れおな チアガールのTバック尻に即ズボッVR 奥がヤバい…激ピスに大悶絶！淫乱系巨乳チアの潮吹き大絶叫エッチ！(2月19日、CRYSTAL VR) ※「冨安れおな」名義
- 【VR】天井特化アングルVR ～巨乳回春エステおち●ぽ勃起持続化マッサージ～ 冨安れおな(2月19日、ケイ・エム・プロデュース) ※「冨安れおな」名義
- 【VR】人生初の彼女が出来たボクは…放課後呼び出され… 男をダメにする大人フェロモンで即堕ちASMR 冨安れおな(3月5日、KMPVR-彩-) ※「冨安れおな」名義
- 【VR】アンニュイな巨乳お姉さんと朝昼晩使い果たして中出しセックスしまくる自堕落な土曜 冨安れおな(3月11日、CASANOVA) ※「冨安れおな」名義
- 【VR】腋の下見せつけVR(3月25日、ケイ・エム・プロデュース) ※「冨安れおな」名義
- 【VR】横特化VR(3月26日、ケイ・エム・プロデュース) ※「冨安れおな」名義
- 【VR】フェラチオ顔VR(3月31日、ケイ・エム・プロデュース) ※「冨安れおな」名義
- 【VR】女子●生トイレレ●プVR BEST(4月28日、TMA) ※「冨安れおな」名義
- 【VR】SEX大好き！最高ヤリマン集結！！激エロ30タイトル厳選BEST(5月16日、ケイ・エム・プロデュース) ※「冨安れおな」名義
- 【VR】【囁き淫語＆舐め特化VR】16人完全撮りおろし(5月19日、こあらVR) ※「冨安れおな」名義
- 【VR】乳首ゴン責めVR(5月25日、ケイ・エム・プロデュース) ※「冨安れおな」名義
- 【VR】HQ60fps 食い込み接写オナニーVR3(6月1日、マックスエー) ※「冨安れおな」名義
- 【VR】顔舐めVR～涎ダラダラの舌で直舐め体験～(6月6日、SODクリエイト) ※「冨安れおな」名義
- 【VR】JKリフレ ローション特化おっぱいホーダイのテッカテカ 大好き◆私だけ見つめて◆ お客様好きすぎて裏オプションやりすぎ～ 超絶可愛い冨安れおなに死ぬほど甘えて◆(6月17日、VR総研9課) ※「冨安れおな」名義
- 【VR】女子●生 種付け部屋 監禁レ●プ 冨安れおな(7月1日、VR総研9課) ※「冨安れおな」名義
- 【VR】禁断の女子校生との甘いSEX！！ゼロ距離のJ●対面座位15タイトルSUPER BEST(7月5日、ケイ・エム・プロデュース) ※「冨安れおな」名義
- 【VR】HQ60fps 体観察VR(7月13日、マックスエー) ※「冨安れおな」名義
- 【VRお中元】人気大爆発の肉感泡姫すべて見せます！15タイトル丸ごと収録18時間超えスペシャル！(7月15日、こあらVR) ※「冨安れおな」名義
- 【VRお中元】合計13.5時間超え人気15作品HQ画質ノーカット収録！熱気＆湿度100％！CASANOVA真夏の精力増強ギフト(7月15日、CASANOVA) ※「冨安れおな」名義
- 【VR】セクキャバに行ったらまさかの！？実のお姉ちゃんに遭遇！！風俗店で働いてることをバラされたくないれおな姉ちゃんは僕の言いなりになって生中出しセックスまでしちゃった件 冨安れおな(7月15日、VR総研9課) ※「冨安れおな」名義
- 【VR】HQ60fps イキ顔 熱視線VR2(8月3日、マックスエー) ※「冨安れおな」名義